# Сен-Мартен-де-Кро
Сен-Мартен-де-Кро (фр. Saint-Martin-de-Crau) — коммуна на юго-востоке Франции в регионе Прованс — Альпы — Лазурный Берег, департамент Буш-дю-Рон, округ Арль, кантон Салон-де-Прованс-2.
Площадь коммуны — 214,87 км², население — 11 321 человек (2006) с тенденцией к росту: 12 072 человека (2012), плотность населения — 56,2 чел/км².

## Население
Население коммуны в 2011 году составляло 11 371 человек, а в 2012 году — 12 072 человека.
| 1962 | 1968 | 1975 | 1982  | 1990  | 1999  | 2006  | 2011  | 2012  |
| ---- | ---- | ---- | ----- | ----- | ----- | ----- | ----- | ----- |
| 3075 | 3257 | 5551 | 10155 | 11040 | 11013 | 11321 | 11371 | 12072 |

Динамика населения:

## Экономика
В 2010 году из 7008 человек трудоспособного возраста (от 15 до 64 лет) 4817 были экономически активными, 2191 — неактивными (показатель активности 68,7 %, в 1999 году — 66,0 %). Из 4817 активных трудоспособных жителей работали 4315 человек (2384 мужчины и 1931 женщина), 502 числились безработными (193 мужчины и 309 женщин). Среди 2191 трудоспособных неактивных граждан 597 были учениками либо студентами, 765 — пенсионерами, а ещё 829 — были неактивны в силу других причин.
На протяжении 2010 года в коммуне числилось 4767 облагаемых налогом домохозяйств, в которых проживало 10 887,5 человек. При этом медиана доходов составила 19 тысяч 141 евро на одного налогоплательщика.